# Степенная ассоциативность
Степенная ассоциативность — ослабленная форма ассоциативности, используемая в общей алгебре.
Алгебраическая система с заданным умножением (например, магма, квазигруппа, почтикольцо, алгебра над кольцом) называется степенно-ассоциативной, если её подсистема, порождаемая любым элементом, ассоциативна. Это значит, что если элемент {\displaystyle x} умножается на себя несколько раз, то не важно, в какой последовательности производится умножение, например, {\displaystyle x(x(xx))=(x(xx))x=(xx)(xx)}. Это более сильное условие, чем, например, {\displaystyle (xx)x=x(xx)} для любого {\displaystyle x}, но более слабое, чем ассоциативность.
Другой вариант ослабления ассоциативности — альтернативность; при некоторых дополнительных условиях она сильнее степенной ассоциативности (например, умножение в алгебре седенионов степенно-ассоциативно, но не альтернативно, тогда как умножение в алгебре октонионов обладает обоими свойствами), но в общем случае это не так.
Наименование связано с тем, что для степенно-ассоциативной мультипликативной операции {\displaystyle \circ } можно ввести нотацию возведения в степень:
{\displaystyle x^{1}=x}, {\displaystyle x^{n+1}=x^{n}\circ x}
без уточнения правил группировки вхождений элемента.